# Andrew Witty
Sir Andrew Philip Witty (né le 22 août 1964) est un dirigeant d'entreprise britannique, ancien PDG de GlaxoSmithKline entre 2008 et 2017. Witty est remplacé par Emma Walmsley le 1er avril 2017,. Il occupe auparavant le poste de chancelier de l'Université de Nottingham.

## Jeunesse
Witty suit le cursus scolaire de la Malbank School (anciennement "Nantwich and Acton Grammar School") à Nantwich, puis obtient un baccalauréat en économie de l'Université de Nottingham.

## Carrière
Witty rejoint Glaxo UK en 1985 en tant que stagiaire en gestion. Il occupe divers postes au Royaume-Uni, dont celui de directeur de la pharmacie et de la distribution chez Glaxo Pharmaceuticals UK.
Il est nommé vice-président et directeur général du marketing de Glaxo Wellcome Inc., une filiale de GlaxoSmithKline avec la responsabilité du développement de la stratégie, de l'exécution du marketing et du positionnement des nouveaux produits. Il est conseiller économique du gouverneur de Guangzhou, en Chine, de 2000 à 2002.
Il est ensuite nommé président de Pharmaceuticals Europe de GlaxoSmithKline plc en janvier 2003 et succède à Jean-Pierre Garnier en tant que PDG après son départ à la retraite en mai 2008. Il perçoit un salaire annuel de GB£948 000 et reçoit des primes et autres rémunérations d'un montant de GB£2 180 000 pour ce poste,.
En février 2009, il s'engage à apporter un changement majeur dans la tarification des produits pharmaceutiques GSK, dans le but de rendre les médicaments vitaux plus abordables dans les pays aux revenus les plus bas. Il parvient à augmenter les ventes de 3 % et à économiser 500 millions de livres grâce à des suppressions d'emplois et en abandonnant les secteurs de recherche les moins prometteurs sur le plan financier. Dans le même temps, il a annoncé que GSK mettrait certains brevets dans un pool afin qu'ils soient librement disponibles pour d'autres dans la recherche de nouveaux médicaments.
Le 2 juillet 2012, GSK plaide coupable d'accusations criminelles et accepte un règlement de 3 milliards de dollars pour la plus grande affaire de fraude dans le domaine de la santé aux États-Unis et le paiement le plus important d'une société pharmaceutique. Cette amende est liée à la promotion illégale de médicaments d'ordonnance, son échec à satisfaire aux données de sécurité de la société, le soudoiement de médecins, et la promotion de médicaments à des fins pour lesquelles ils ne sont pas autorisés. Les médicaments impliqués étaient le Paxil, le Wellbutrin, l'Advair, le Lamictal et le Zofran pour des utilisations hors AMM et non couvertes. Ceux-ci et les médicaments Imitrex, Lotronex, Flovent et Valtrex sont au centre de cette affaire de corruption.
En octobre 2012, il est nommé chancelier de l'Université de Nottingham avec effet au 1er janvier 2013, après avoir maintenu des liens étroits avec l'université depuis l'obtention de son diplôme. Witty annonce son départ du poste de chancelier en novembre 2017.
En juillet 2013, la République populaire de Chine annonce qu'elle enquête sur des allégations de fraude perpétrée par GSK remontant à 2007 au niveau de milliards de renminbi. Witty déclare : « Il semble que certains cadres supérieurs du secteur chinois aient agi en dehors de nos processus et contrôles pour frauder à la fois l'entreprise et le système de santé chinois. Voir ces allégations concernant des personnes travaillant pour GSK est honteux. Pour moi personnellement, ils sont profondément décevants ».
En décembre 2013, dans le cadre de l'Obamacare qui exige que les paiements faits aux médecins soient publics, Andrew Whitty annonce que GSK va abandonner cette pratique légale mais controversée. Il précise que cette démarche n'a aucun rapport avec l'affaire GSK en Chine,.
En novembre 2015, la direction de Witty au sein de GSK est critiquée par Neil Woodford, qui déclare qu'« il ne fait pas du très bon travail ». Woodford appelle à la scission de GSK en quatre sociétés. En mars 2016, Witty annonce qu'il se retirerait de son poste de directeur général. Son départ est annoncé pour mars 2017,,,.
En juillet 2018, Witty devient PDG d'Optum, une scission de UnitedHealth Group. En novembre 2019, il est nommé président de UnitedHealth, en plus de son poste de PDG d'Optum.
En avril 2020, Witty prend un congé d'un an d'Optum pour aider l'Organisation mondiale de la santé à développer un Vaccin contre la Covid-19.
Witty devient PDG de UnitedHealth Group en février 2021.

## Autres activités

### Conseil politique
De 2010 à 2015, Witty siège au conseil consultatif des entreprises du Premier ministre David Cameron.
De 2013 à 2015, Witty siège à la Commission ONUSIDA – Lancet pour vaincre le sida et faire progresser la santé mondiale, coprésidée par Joyce Banda, Nkosazana Dlamini Zuma et Peter Piot,. De 2015 à 2016, il a été membre du Groupe de haut niveau des Nations unies sur l'accès aux médicaments, dirigé par Ruth Dreifuss et Festus Mogae.
De 2017 à 2018, Witty dirige l'Accelerated Access Collaborative du National Health Service,. En mai 2020, au milieu de la pandémie de COVID-19, il a été nommé au groupe consultatif d'experts du groupe de travail sur les vaccins du gouvernement britannique, présidé par Patrick Vallance. En avril 2021, il a également été nommé au Pandemic Preparedness Partnership (PPP), un groupe d'experts présidé par Vallance pour conseiller la présidence du G7 détenue par le gouvernement du Premier ministre Boris Johnson.

### Conseils d'entreprise
- G1 Therapeutics, administrateur non exécutif (depuis 2017)[41]
- Synthego, membre du conseil consultatif (depuis 2017)[42]
- Hatteras Venture Partners, conseiller[43]

### Associations à but non lucratif
- Imperial College Business School, président du conseil consultatif (depuis 2020)[44]
- Duke Institute for Health Innovation (DIHI), membre du conseil consultatif mondial[45]
- Conseil de l'Autorité foncière de Singapour, membre[7]

## Reconnaissance
Witty a été fait chevalier lors des honneurs du Nouvel An 2012 pour ses services à l'économie et à l'industrie pharmaceutique britannique. Il a également été conféré le citoyen d'honneur de Singapour en 2018.

## Vie privée
Witty est un coureur de marathon passionné et a couru le marathon de Londres en 2008.